# Rozières
Pour les articles homonymes, voir Rozières (homonymie).
Pour l’article ayant un titre homophone, voir Rosières.
Rozières est une ancienne commune française du département de la Haute-Marne en région Grand Est. Elle est associée à la commune de Sommevoire depuis 1972.

## Géographie
Traversé par la route D13, le village de Rozières est situé sur la rive gauche de la Voire.

## Toponymie
Anciennement mentionné : Roseriae (1082), Rosières (1482), Rozières en la parroisse de Sommevoire (1555), Rozière (1700), Rosieres (1793), Rozières (1801).
C'est un toponyme désignant un lieu où poussent les roseaux[réf. nécessaire].

## Histoire
En 1789, ce village dépend de la province de Champagne dans le bailliage de Chaumont et la prévôté de Bar-sur-Aube.
Le 1er septembre 1972, la commune de Rozières est rattachée à celle de Sommevoire sous le régime de la fusion-association.

## Politique et administration
| Période                                  | Période | Identité     | Étiquette | Qualité |
| ---------------------------------------- | ------- | ------------ | --------- | ------- |
|                                          |         | Jacky GUERIN |           |         |
| Les données manquantes sont à compléter. |         |              |           |         |

## Démographie
| 1866 | 1872 | 1876 | 1881 | 1886 | 1891 | 1896 | 1901 | 1906 |
| ---- | ---- | ---- | ---- | ---- | ---- | ---- | ---- | ---- |
| 306  | 300  | 313  | 270  | 270  | 277  | 291  | 268  | 265  |

| 1911 | 1921 | 1926 | 1931 | 1936 | 1946 | 1954 | 1962 | 1968 |
| ---- | ---- | ---- | ---- | ---- | ---- | ---- | ---- | ---- |
| 261  | 196  | 198  | 170  | 186  | 184  | 193  | 197  | 161  |

## Lieux et monuments
- Église Sainte-Barbe